# Hipocosmet
Hipocosmet (en grec antic ὑποκοσμηταί), llatí hypocosmetae) era un antic ofici grec que apareix sovint a les inscripcions trobades especialment a Atenes, i que es desenvolupava a l'època de l'Imperi Romà. Era l'ajudant del κοσμητής ("kosmetés") que en aquella època era l'oficial principal que regulava els exercicis al gimnàs.